# Rohrdorf (Bavière)
Pour les articles homonymes, voir Rohrdorf.
Rohrdorf est une commune de Bavière (Allemagne), située dans l'arrondissement de Rosenheim, dans le district de Haute-Bavière.

## Jumelages
- Rosate (Italie) depuis 2000
- Schattendorf (Autriche) depuis 2003
- Tarnowo Podgórne (Pologne) depuis 2004